# Fintan de Taghmon
Pour les articles homonymes, voir Fintan.
Ne doit pas être confondu avec saint Fintan de Rheinau.
Saint Fintan de Taghmon (Fintán of Taghmon) ou saint Fintan Munnu (mort en 635), est un moine irlandais, fondateur du  monastère de Taghmon dans le comté de Wexford en Irlande. Considéré comme saint, il est fêté le 21 octobre.

## Éléments biographiques
Fintan Munnu décide de se rejoindre saint Colomba à Iona en Écosse. Lorsqu'il y parvient le saint est mort et son successeur Baithéne refuse de l'accepter comme moine en invoquant une prophétie de saint Colomba d'après laquelle Fintan ne devait pas être moine mais abbé lui-même de son propre monastère. 
Il retourne en Irlande et établit plusieurs monastères qu'il doit abandonner successivement:  
- Ath Cain dans le Coirmright (non identifié) où il entend les cris d'hommes se faisant la guerre qui le font s'enfuir.
- Aghaleague (Achad Liacc) sur une terre qu'une homme riche qu'il a guéri lui donne.
- dans la région d'Eile au nord-est du Munster où il réside cinq ans mais dont il est chassé par une vierge avec cinq compagnes qu'il maudit.
- en Leinster au bord de la mer dans une communauté de Comgall de Bangor à qui il refuse de succéder du fait de la prophétie.
- enfin sur instruction d'un ange il fonde l'abbaye de Teach-Munnu c'est-à-dire « Maison de Munnu », aujourd'hui Taghmon dans l'actuel comté de Wexford.

## Sources
- Alain Stéphane, Les prénoms celtiques, éditions Jean-Paul Gisserot, 1999  (ISBN 9782877473958) p. 61
- Nathalie Stalmans, Saints d'Irlande.  Analyse critique des sources hagiographiques (VIIe – IXe siècles), Presses Universitaires de Rennes, 2003  (ISBN 2868477062).

## Liens
- Notice dans un dictionnaire ou une encyclopédie généraliste :   - Oxford Dictionary of National Biography